# 스팟 (로봇)
스팟(영어: Spot)은 보스턴 다이내믹스의 4족 보행 로봇이다.

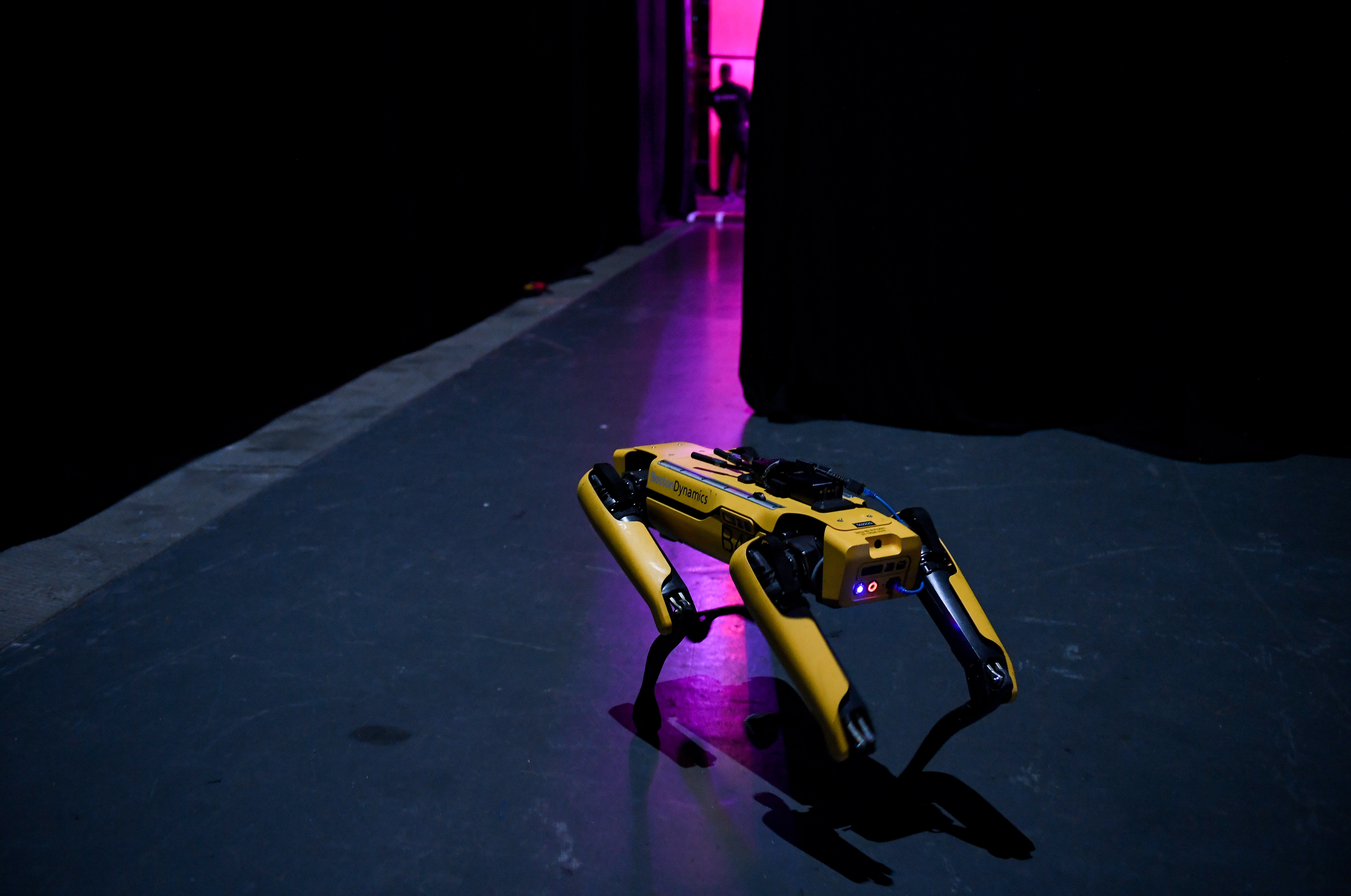
SpotMini, Boston Dynamics, Robot

## 제원
| 구분          | 상세                        |
| ------------- | --------------------------- |
| 길이          | 1.10m                       |
| 너비          | 0.50m                       |
| 높이          | 0.19 ~ 0.84m                |
| 무게          | 32.5kg                      |
| 최고속력      | 5.76km/h                    |
| 최대 적재무게 | 13.6kg                      |
| 배터리        | 충전식 카트리지 배터리      |
| 구동 시간     | 완충 배터리 1회당 평균 90분 |

## 사례

### 대한민국
스팟은 아파트 현장과 공연장 신축현장 등에서 가설공사 현황 데이터 수집을 위해 활용되었다. 수집된 데이터는 3차원 건축정보 모델 데이터와 통합된 후, 후속 공사의 전기 설비와 각종 설비 사이의 간섭 여부를 확인하고 안전관리 계획 수립에 활용됐다.

### 그 외
우크라이나의 체르노빌 원전 현장에 투입되었다. 방사선량과 인체에 유해한 전자기파를 측정한 뒤, 3D 지도를 생성했다. 또한, 미국 텍사스의 여러 건설 현장에서도 활용된다. 샛기둥, 전기 도관 수 조사 등의 데이터 측정, 실제 현장을 가상 세계에 구현하는 디지털 트윈 제작, 건축정보모델(Building Information Modeling)과 실제 현장 비교를 위한 감리 등에 사용된다. 미 항공우주국(NASA)은 2020년 12월 스팟을 개조해 화성 탐사용 ‘Au-스팟'을 제작했다. 

## 같이 보기
- 현대자동차그룹
- 보스턴 다이내믹스